# Cybister lateralimarginalis
Cybister lateralimarginalis es una especie de escarabajo del género Cybister, familia Dytiscidae. Fue descrita científicamente por De Geer en 1774.

## Distribución geográfica
Habita en Europa, el norte de Asia (excluyendo China) y Asia meridional.